# Báb
Saíde Ali Maomé, conhecido como o Báb (“A Porta”), (em persa: سيد علی ‌محمد; romaniz.: Siyyid 'Ali-Muhammad) (Xiraz, 20 de outubro de 1819 — Tabriz, 9 de julho de 1850) foi o Profeta fundador da Fé Bábí. Nasceu em Xiraz, Pérsia (atual Irã).
Em meados do século XIX — um dos períodos mais turbulentos da história mundial — Ele, um comerciante anunciou que é portador de uma mensagem destinada a transformar a vida da humanidade. Num tempo em que Seu país, o Irã, estava passando por uma decadência moral generalizada, sua mensagem suscitou agitação e esperança entre todas as classes, atraindo rapidamente milhares de seguidores. Ele assumiu o nome de “O Báb”, que significa “A Porta” em árabe.

Com seu chamado para uma reforma espiritual e moral, e sua atenção para a melhora da posição da mulher e da situação dos pobres, a prescrição do Báb para renovação espiritual foi revolucionária. Ao mesmo tempo, Ele fundou sua própria religião, distinta e independente, inspirando seus seguidores a transformarem suas vidas e a realizarem grandes atos de heroísmo. O Báb anunciou que a humanidade se encontrava no limiar de uma nova era. Sua missão, que duraria apenas seis anos, era preparar o caminho para o advento de um Manifestante de Deus que inauguraria a era de paz e justiça prometida em todas as religiões do mundo: Bahá’u’lláh.
“Sua vida é um dos exemplos mais magníficos de coragem que o gênero humano teve o privilégio de testemunhar…” 

— Tributo do escritor francês do século XIX, A.L.M. Nicolas, ao Báb

## Biografia

### Infância e juventude
Saíde Ali Maomé (O Báb) nasceu em 20 de outubro de 1819 em Xiraz, ao sul do Irã. Seu pai morreu quando ele ainda era criança, sendo levado a viver sob os cuidados do tio materno, comerciante de Xiraz, que o criou e colocou-o na escola em tenra idade. Aos quinze anos entrou no comércio, tendo abandonado a escola devido ao fato de que, de acordo com vários autores, seu professor se queixava com seu tio de que ele não precisava de escola. Casou-se aos 22 anos com Cadija Bagum, que tiveram um filho Amade, que morreu ainda criança.
Era um Saíde, título xiita de famílias que dizem ser descendentes de Maomé.

### A procura do prometido
Em 1790 na Pérsia, um movimento iniciado por Xeique Amade, aguardava a vinda do esperado Qá'im dos muçulmanos, também chamado Mádi. Depois da morte de Xeique Amade, a liderança passou para Saíde Cazim, ficando encarregado de guiar Seus discípulos ao Prometido.
Saíde Cazim possuía muitos seguidores, e sempre lhes dizia que a vinda do Prometido estava próxima. Mulá Huceine foi um dos mais notáveis de seus seguidores. Pouco antes de morrer, Saíde Cazim deixou algumas instruções a seus seguidores, de que deixassem seus lares e se espalhassem a procura do Prometido.
Mulá Huceine ao chegar a Xiraz foi recebido por um jovem, que mais tarde afirmou para ele ser o prometido, o Caim aguardado pelos muçulmanos, e o anúncio da vinda de um mensageiro maior que ele próprio, ao se declarar se intitulou como O Báb "A porta".
Mulá Huceine foi então o primeiro a abraçar a Fé do Báb.

### Letras do vivente
Antes de proclamar abertamente sua missão, o Báb aguardava por 18 pessoas que espontaneamente o procurassem e o aceitassem como o prometido, esses primeiros discípulos foram denominados como "Letras do Vivente".
Entre eles estava uma mulher, Táhirih, que aceitou o Báb sem nunca ter chegado a encontrá-lo. Teria ela o visto através de um sonho.
Quddús foi o 18º a reconhecê-lo.
Após estas 18 declarações, o Báb os instruiu a espalharem essa Nova Fé.
O Báb escolheu 18 discípulos, e com ele mesmo formou-se o número 19 (sagrado no Alcorão), que simboliza Deus numericamente (1 é o alfa e 9 é o ômega). Mais tarde o número 19 se tornou sagrado também para todos os seus seguidores.

### Perseguição
A Mensagem do Báb causou grande repercussão, e tanto Ele quanto seus seguidores foram alvos de perseguição e violências.
Diversos expositores afirmam que os Mulás (pessoas eminentes da época), acreditavam que quando o Qai´m esperado pelos muçulmanos viessem, conseguiriam alcançar um poder maior. O que O Báb ensinava, entretanto, rompia as velhas barreiras e princípios que vigoravam no governo Persa, do qual predominava a corrupção em todos os setores dessa sociedade. A situação do Irã no final do século XIX era abominada por muitos Europeus que por lá passaram, deixando registros sobre a decadência de tal civilização. Não havia dúvidas, que o objetivo era exterminar a Fé Babí.
O Báb foi aprisionado em vários locais, sendo finalmente fuzilado em Tabriz, em 1850, por um pelotão de 750 soldados. Após sua morte, mais de 20 mil de seus seguidores foram martirizados.

## História da Execução

### Ordens para matar o Báb
As forças do xá e os membros do clero sofriam derrotas humilhantes pelo país inteiro, foi então que o primeiro-ministro, Mirza Taqui Cã, resolveu atacar o próprio chefe da Fé, ordenou então que o Báb fosse levado de Chiríq para Tabriz, contatou o governador sobre a transferência.
Três dias depois do Báb ser transferido para Tabriz, a ordem para matar o Báb foi enviada ao governador, que recusou imediatamente. Teria dito:"Esta é uma tarefa para o mais vil, quem sou eu para ser mandado matar um inocente descendente do nosso próprio Profeta?".
O primeiro-ministro então ordenou o próprio irmão, Mirza Haçane Cã, a cumprir as ordens de executar o Báb. O irmão mandou então que transferissem o Báb para a cela da morte nos quartéis da cidade. Ordenou a Sam Cã, chefe do regimento de execução, que posicionasse dez guardas especiais, do lado de fora da cela do Báb.

### Ali Maomé (Anís)
Quando O Báb estava sendo levado pelo pátio à cela, um rapaz de 18 anos saiu da multidão e correu a seu encontro, e arremessando-se aos pés do Báb disse: "Não me afastes de Ti, ó Mestre, aonde Tu fores, deixa-me ir Contigo". O Báb sorriu-lhe e respondeu: "Levanta, Ali Maomé, e fica convicto que tu estarás em Minha companhia. Amanhã testemunharás o que Deus decretou".
Este jovem foi preso na mesma cela que o Báb e condenado à morte com Ele - este jovem é conhecido como Anís, havia conhecido a Fé do Báb quando este passou por Tabriz pela primeira vez.
Na noite anterior ao martírio do Báb, Saíde Huceine, uma testemunha, deixou o seguinte relato: "Indiferente à tempestade que rugia ao Seu redor, conversava conosco e animava-nos alegremente. As tristezas que tanto pesar lhe causaram pareciam ter sumido completamente".

### Dia da execução
Na manhã seguinte, enquanto os doutores da lei autorizavam a execução, assinando o decreto de morte, o Báb estava mantendo uma conversa confidencial com Saíde Huceine, um de Seus discípulos que havia servido como Seu secretário. O Báb dava-lhe instruções. O chefe da guarda o interrompeu neste momento, e insistiu que o Báb partisse imediatamente. O Báb virou-Se para ele censurando-o severamente, afirmou que até que Ele tenha dito todas as coisas que deseja, nenhum poder na terra O poderia silenciar.
Surpreso, o chefe da guarda, porém, insistiu que o Báb o acompanhasse sem demora - interrompendo a conversa com Husayn.
O chefe da guarda entregou o Báb nas mãos de Sam Cã, líder do regimento, para realizar a execução. Sam Cã, porém, agitado pela ação que deveria realizar e pelo comportamento do Báb, aproximou-se Dele e em particular disse: "Eu sou cristão, e nada tenho contra Tua pessoa. Se Tua causa for verdadeira, livra-me então da obrigação de derramar o Teu sangue. "O Báb então orientou-o a seguir suas obrigações: "Siga tuas instruções e se de fato fores sincero, o Todo Poderoso certamente livrar-te-á de tuas perplexidades".
O Báb e Seu companheiro, Anís, então foram pendurados por cordas no pilar entre as portas do quartel. Maomé implorou a Sam Cã que o colocasse de forma que seu próprio corpo servisse como escudo para o corpo do Báb. Ele foi erguido e sua cabeça pousou sobre o peito do Báb.
O Journal Asiatique relata: "O Báb permaneceu silencioso. Seu belo pálido rosto... seu aspecto, suas maneiras refinadas, suas mãos brancas e delicadas, suas roupas simples, porém muito asseadas - tudo n'Ele despertava simpatia e compaixão".

### Primeira ordem para abrir fogo
Cerca de 10 000 pessoas estavam presentes na praça, sendo que muitos se esforçavam para assistir à execução nos telhados das casas em volta. Muitos autores expressam o fato de que aquelas pessoas estavam esperando qualquer sinal de milagre para mudar suas atitudes hostis, procuravam drama, mas o Báb os estava decepcionando.
Depois de terem sido amarrados no pilar, o regimento de soldados se posicionou em três fileiras, cada uma com 250 homens.
Foi então dada a ordem, cada fileira abriu fogo por sua vez, até que todo o regimento tivesse descarregado suas balas no Báb e em seu companheiro.

### Desaparecimento do Báb
Um dos relatos históricos daquele momento: "A fumaça da descarga de 750 rifles foi tanta que escureceu a luz do sol do meio-dia. Assim que a nuvem de fumaça se dissipou, a multidão estupefata olhava para uma cena que seus olhos mal podiam acreditar. Lá, de pé, em frente deles, vivo e sem nenhum ferimento estava o jovem, enquanto o Báb, havia desaparecido de suas vistas. Apesar de que as cordas os suspendiam estivessem feitas em tiras pelas balas, seus corpos, no entanto, haviam miraculosamente saído ilesos".
A multidão se agitou frente ao fato ocorrido, tornando-se perigosa. A procura pelo Báb se tornou frenética. Isto se deu devido ao Alcorão dizer que Deus sempre salva os mártires e muitos lembraram da história de jesus no Alcorão onde Deus diz que o arrebatou aos céus no momento de sua execução.
M.C. Huart, um autor francês que escreveu sobre o episódio, descreve: "Para acalmar a frenética multidão, que naquela agitação já acreditava nas reivindicações de uma religião que estava demonstrando sua verdade, os soldados mostravam as cordas despedaçadas pelas balas, querendo provar que na verdade, nenhum milagre havia acontecido". O mesmo autor dá sua interpretação sobre esse acontecimento: "Inacreditavelmente, as balas não tocaram no condenado mas ao contrário, arrebentaram as cordas e ele ficou livre. Foi realmente um milagre.".
A.L.M. Nicolas escreveu sobre o episódio: "Algo extraordinário aconteceu, único nos anais da história da humanidade: as balas cortaram as cordas que seguravam o Báb e Ele caiu de pé, sem nenhum arranhão".
A procura pelo Báb terminou a poucos metros do pilar de execução. Acharam-No de volta à cela do quartel, terminando Sua conversa com o secretário Saíde Huceine. O Báb teria olhado para o chefe dos guardas e dito: "Eu terminei minha conversa. Podes agora cumprir com o teu dever".

### Segunda ordem para abrir fogo
Sam Cã, ordenou que seu regimento saísse, pois não queria mais continuar com aquela tarefa em vista dos fatos ocorridos. Um novo esquadrão então foi organizado por um coronel que se voluntariou para levar em frente a execução.
O Báb e Seu companheiro foram novamente amarrados e o novo regimento preparava-se para atirar. Dessa vez as balas acertaram o alvo.
O martírio do Báb ocorreu ao meio-dia, no dia 9 de julho de 1850, trinta anos após Seu nascimento em Xiraz.

### Versão do governo Persa
De acordo com o governo persa, a prisão se deu por tentativa de golpe de estado com supostas provas e no momento da execução as cordas arrebentaram devido a velhice, mas depois foram refeitas. No momento da execução afirmaram que as balas haviam acertado as cordas, o que O libertou imediatamente.
A tentativa de golpe de estado por parte dos seguidores do Báb teria ocorrido porque a profecia diz que o Imame Mádi vai governar os muçulmanos, então havia um anseio de levar o Báb ao poder outrora como o próprio Maomé conseguiu governar a Arábia.

### Opinião dos líderes religiosos
A grande maioria dos líderes religiosos islâmicos que souberam do ocorrido condenaram a pena de morte para o Báb mesmo sob acusação de golpe de estado, outro fato que pesava era que o Báb era considerado descendente de Maomé. Porém grande parte dos teólogos islâmicos xiitas não se convenceram que o Báb era realmente o 12º imã que voltou da ocultação e até os dias atuais se aguarda o retorno do Imã dentre os xiitas.
Outros teólogos acharam ainda blasfêmia ele se proclamar a manifestação de Deus na terra, principalmente ao fato de que as profecias que falam sobre o Imã Mádi falam também que ele vai expandir o Islã e não trazer um novo ensinamento ao mundo. Tudo isto gerou um conflito com os seguidores dele.
Havia ainda estudiosos islâmicos que citavam o fato de várias pessoas terem se proclamado o Imã, na mesma época do Báb havia na Índia o Mirza Gulã Amade fundador do Cadanis que também fazia a mesma proclamação, com tais argumentos os estudiosos alegaram ser muito difícil aceitar o Báb como Imã Mádi (Alcaim).

## Sucessão
Em 1863, Mirza Huceine Ali (1817–1892), conhecido como Bahá’u’lláh (“A Glória de Deus”), um dos mais destacados discípulos do Báb, proclamou ser “Aquele Que Deus Tornará Manifesto”, o grande manifestante de Deus anunciado pelo Báb e pelos manifestantes do passado, Sub-i-azal meio-irmão de Bahá’u’lláh não aceitou esta proclamação, declarando a si mesmo como o sucessor do Báb.
Os que seguiram Mirza Iáia ficaram conhecidos como azalis.
A grande maioria dos seguidores do Báb seguiu Bahá’u’lláh junto com Sua nova revelação, passando a denominar-se Bahá'ís. Para os Baháis o Báb foi o Imã Mádi e Bahá’u’lláh o retorno de Cristo ao mundo, sendo então os dois as duas figuras que Maomé teria profetizado.
O sepulcro do Báb primeiro foi feito na Pérsia, depois foi removido para Haifa, na Terra Santa, no centro mundial da Fé Bahá’í.

## Ensinamentos

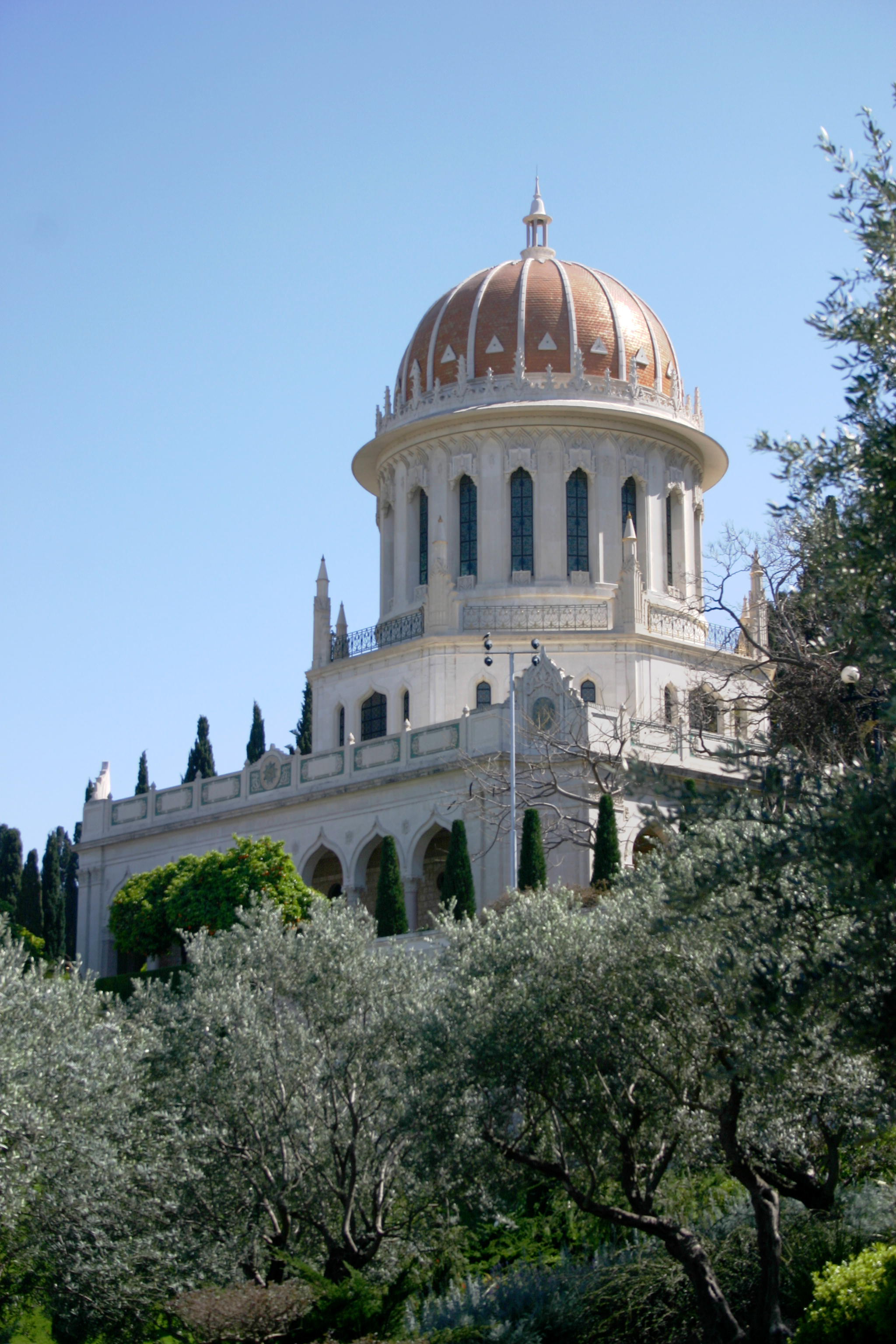
Santuário do Báb em Haifa, Israel.

A teologia a qual o Báb seguia é a tradicional teologia islâmica xiita que diz que Maomé é "O ponto" do cristianismo e Jesus é "O ponto" do judaísmo, ele então se proclamou "O ponto" do islã. O Báb declarou-se o próprio Mihdí, cuja vinda Maomé predissera. Os xiitas identificaram esse Mihdí com o décimo segundo Imame, que, segundo suas crenças, desaparecera misteriosamente de entre os homens havia cerca de mil anos. De acordo com os ensinamentos Bahá'ís, Maomé foi a última Manifestação de Deus da "era profética", e o Báb foi o primeiro da "era do cumprimento".
Os ensinamentos do Báb foram espirituais, sociais e éticos, exortou seus discípulos a se distinguirem pela cortesia e amor fraternal. Encorajou o cultivo de artes e ofícios que sejam úteis para a humanidade, bem como educação elementar a todos. Neste novo ciclo, a mulher há de ter uma liberdade completa e equitativa. Proibiu a mendicância e o uso de bebidas alcoólicas também é condenado. O princípio orientador do verdadeiro babí deve ser o amor puro, sem a esperança de recompensa ou o medo de punição.
Báb como foi grande parte de sua vida seguidor do islã xiita, carregou consigo as crenças islâmicas para seus ensinamentos como por exemplo a fala de Maomé de que Deus enviou 124 mi profetas e mensageiros a humanidade, dando origem a sua crença de que todas as religiões reveladas vêm de Deus, conforme outros grupos islâmicos também assim aceitam.
Enfatizava a interpretação não-literal das profecias e estabeleciam o conceito de que todas as religiões reveladas foram transmitidas por Deus à humanidade, adaptadas para a época em que surgiram. Também ensinava a igualdade de direitos para os homens e mulheres e condenava os preconceitos.
Escreveu um livro chamado "O Bayán" em versões em árabe e em persa. Segundo o Báb, o Bayán seria a dispensa do Alcorão no mundo como outrora o Alcorão teria sido a dispensa do Evangelho.
Também escreveu diversos outros livros, onde destacam-se os livros que faziam interpretações sobre os capítulos do Alcorão.